# Prix Alonzo-Church
Le prix Alonzo-Church est un prix annuel, aussi appelé « Alonzo Church Award for Outstanding Contributions to Logic and Computation », soit « prix Alonzo Church pour des contributions exceptionnelles en logique et calcul » créé en 2015 par le ACM Special Interest Group for Logic and Computation (SIGLOG), l'EATCS, l’Association européenne pour la logique en informatique (EACSL) et la société Kurt Gödel (KGS). Il porte le nom du mathématicien et logicien Alonzo Church, l'un des fondateurs de l'informatique théorique.

## Description
Le prix récompense une contribution exceptionnelle représentée par un article ou un petit groupe d'articles durant les 25 dernières années. Ce laps de temps permet de réaliser l'impact et la profondeur de la contribution.
Le prix est remis en alternances aux conférences Logic in Computer Science (LICS), Computer Science Logic (CSL) et ICALP qui sont les conférences principales de SIGLOG, EACSL et EATCS ; il a été décerné pour la première fois en 2016.

## Liste des lauréats
| Année | Lauréats | Lieu            | Laudatio |
| ----- | --- | --------------- | --- |
| 2024  | Thomas Ehrhard et Laurent Regnier | Tallinn         | « pour avoir donné une explication logique et informatique de la différenciation, introduisant le développement de Taylor dans la correspondance Curry-Howard, ce qui a eu un impact majeur sur la sémantique des langages de programmation »[1]                                                      |
| 2023  | Lars Birkedal, Aleš Bizjak, Derek Dreyer, Jacques-Henri Jourdan, Ralf Jung, Robbert Krebbers, Filip Sieczkowski, Kasper Svendsen, David Swasey et Aaron Turon | Paderborn       | « pour la conception et l'implémentation d'Iris, un framework pour une logique de séparation d'ordre supérieur. »[2] |
| 2022  | Dexter Kozen | Haïfa           | « pour son travail fondamental sur le développement de la théorie et des applications des algèbres de Kleene avec tests, un système équationnel pour le raisonnement sur les programmes itératifs »[3], [A 1]                                                                                         |
| 2021  | Georg Gottlob, Christoph Koch, Reinhard Pichler, Klaus U. Schulz et Luc Segouﬁn                                                                               | Rome            | « pour leurs travaux fondamentaux sur l'extraction de données Web basée sur la logique et l'interrogation de données structurées en arbre »[4],[A 2],[A 3],[A 4],[A 5] |
| 2020  | Ronald Fagin, Phokion G. Kolaitis (en), Renée Miller (en), Lucian Popa et Wang-Chiew Tan (en)                                                                 | Ljubljana       | « pour leurs travaux novateurs jetant les bases logiques de l'échange de données »[5],[A 6],[A 7] |
| 2019  | Murdoch J. Gabbay et Andrew M. Pitts | ICALP (Patras)  | « pour leur introduction de la théorie des représentations nominales, un modèle mathématique puissant et élégant pour calculer avec des données impliquant des noms atomiques »[6],[A 8],[A 9]. |
| 2018  | Tomás Feder et Moshe Vardi | FLoC (Oxford)   | « pour leurs contributions fondamentales à la complexité informatique des problèmes de satisfaction des contraintes »[7],[A 10],[A 11] |
| 2017  | Samson Abramsky, Radha Jagadeesan, Pasquale Malacaria, Martin Hyland, C.-H. Luke Ong et Hanno Nickau                                                          | CSL (Stockholm) | « pour avoir fourni une sémantique abstraite pour le calcul d'ordre supérieur par l'introduction de modèles de jeux, révolutionnant ainsi fondamentalement le domaine de la sémantique des langages de programmation et pour l'impact de ces modèles dans les applications. »[8],[A 12],[A 13],[A 14] |
| 2016  | Rajeev Alur et David L. Dill | LICS (New York) | « pour leur invention des automates temporisés, un modèle décidable de systèmes temps réel, qui combine une théorie nouvelle, élégante et profonde avec un impact pratique généralisé. »[9],[A 15] |

## Articles distingués
1. ↑  Dexter Kozen, « Kleene algebra with tests. », ACM Transactions on Programming Languages and Systems (TOPLAS), vol. 19, no 3,‎ 1997, p. 427-443.
2. ↑  Georg Gottlob et Christoph Koch, « Monadic Datalog and the Expressive Power of Languages for Web Information Extraction », Journal of the ACM, vol. 51, no 1,‎ 2004, p. 74-113.
3. ↑  Georg Gottlob, Christoph Koch et Klaus U. Schulz, « Conjunctive Queries Over Trees », Journal of the ACM, vol. 53, no 2,‎ 2006, p. 238-272.
4. ↑  Georg Gottlob, Christoph Koch et Reinhard Pichler, « Eﬃcient Algorithms for Processing XPath Queries », ACM Transactions on Database Systems, vol. 30, no 2,‎ 2005, p. 444-491.
5. ↑  Georg Gottlob, Christoph Koch, Reinhard Pichler et Luc Segouﬁn, « The Complexity of XPath Query Evaluation and XML Typing », Journal of the ACM, vol. 52, no 2,‎ 2005, p. 284-335.
6. ↑  Ronald Fagin, Phokion G. Kolaitis, Lucian Popa et Renée J. Miller, « Data exchange: Semantics and Query Answering », Theoretical Computer Science, vol. 336, no 1,‎ 2005, p. 89-124.
7. ↑  Ronald Fagin, Phokion G. Kolaitis, Lucian Popa et Wang Chiew Tan, « Composing Schema Mappings: Second-Order Dependencies to the Rescue », ACM Transactions on Database Systems, vol. 30, no 4,‎ 2005, p. 994-1055.
8. ↑  
Murdoch J. Gabbay et Andrew M. Pitts, « A new approach to abstract syntax with variable binding », Formal Aspects of Computing, vol. 13, no 3,‎ 2002, p. 341-363.
9. ↑  
Andrew M. Pitts, « Nominal logic, a first order theory of names and binding », Information and Computation, vol. 186, no 2,‎ 2003, p. 165-193.
10. ↑  Tomas Feder et Moshe Y. Vardi, « Monotone Monadic SNP and Constraint Satisfaction », STOC,‎ 1993, p. 612-622
11. ↑  
Tomas Feder et Moshe Y. Vardi, « The Computational Structure of Monotone Monadic SNP and Constraint Satisfaction: A Study through Datalog and Group Theory », SIAM J. Comput., vol. 28, no 1,‎ 1998, p. 57-104.
12. ↑  Samson Abramsky, Radha Jagadeesan et Pasquale Malacaria, « Full Abstraction for PCF », Information and Computation, vol. 163, no 2,‎ 2000, p. 409-470.
13. ↑  
J. M. E. Hyland et C.-H. Luke Ong, « On Full Abstraction for PCF: I, II, et III. », Information and Computation, vol. 163, no 2,‎ 2000, p. 285-408.
14. ↑  Hanno Nickau, « Hereditarily sequential functionals », dans A. Nerode et Yu.V. Matiyasevich (éditeurs), Proc. Symp. Logical Foundations of Computer Science: Logic at St. Petersburg, Springer-Verlag, coll. « Lecture Notes in Computer Science (en) » (no 813), 1994, 253-264 p..
15. ↑  
Rajeev Alur et David Dill, « A theory of timed automata », Theoretical Computer Science, vol. 126, no 2,‎ 1994, p. 183–235